# Lavras (ort)
Lavras är en ort i Brasilien.   Den ligger i kommunen Lavras och delstaten Minas Gerais, i den sydöstra delen av landet, 700 km sydost om huvudstaden Brasília. Lavras ligger 924 meter över havet och antalet invånare är 81 472.
Terrängen runt Lavras är platt österut, men västerut är den kuperad. Lavras är det största samhället i trakten.
Omgivningarna runt Lavras är huvudsakligen savann. Runt Lavras är det ganska tätbefolkat, med 149 invånare per kvadratkilometer.